# Coriolopsis
Genre
Synonymes
- Trametella Pinto-Lopes[2]

Coriolopsis est un genre de champignons de la famille des Polyporaceae.

## Liste d'espèces
Selon BioLib (7 février 2019) :
- Coriolopsis aspera (Jungh.) Teng
- Coriolopsis bataanensis Murrill
- Coriolopsis brunneoleuca (Berk.) Ryvarden
- Coriolopsis burchellii (Berk. ex Cooke) Ryvarden
- Coriolopsis byrsina (Mont.) Ryvarden
- Coriolopsis caperata (Berk.) Murrill
- Coriolopsis daedaloides (Berk.) Ryvarden
- Coriolopsis floccosa (Jungh.) Ryvarden
- Coriolopsis gallica (Fr.) Ryvarden
- Coriolopsis glabro-rigens (Lloyd) Núñez & Ryvarden
- Coriolopsis helvola (Fr.) Ryvarden
- Coriolopsis hostmannii (Berk.) Ryvarden
- Coriolopsis occidentalis (Klotzsch) Murrill
- Coriolopsis polyzona (Pers.) Ryvarden
- Coriolopsis strumosa (Fr.) Ryvarden
- Coriolopsis taylorii Murrill
- Coriolopsis telfarii (Klotzsch) Ryvarden
- Coriolopsis tuberculata Ryvarden

Selon Catalogue of Life (7 février 2019) :
- Coriolopsis albobadia (Lloyd) T. Hatt. & Sotome, 2013
- Coriolopsis antleroides Douanla-Meli & Ryvarden, 2007
- Coriolopsis badia (Berk.) Murrill, 1907
- Coriolopsis bataanensis Murrill, 1908
- Coriolopsis brunneoleuca (Berk.) Ryvarden, 1972
- Coriolopsis burchellii (Berk. ex Cooke) Ryvarden 1988
- Coriolopsis byrsina (Mont.) Ryvarden, 1972
- Coriolopsis daedaleoides (Berk.) Ryvarden, 1972
- Coriolopsis fumosa Murrill, 1912
- Coriolopsis gallica (Fr.) Ryvarden, 1973
- Coriolopsis helvola (Fr.) Ryvarden, 1972
- Coriolopsis luteo-olivacea (Berk.) Teng, 1963
- Coriolopsis luteola (X. Q. Zhang & J. D. Zhao) J. D. Zhao, 1989
- Coriolopsis occidentalis (Klotzsch) Murrill, 1905
- Coriolopsis phaea (Lév.) Teng, 1963
- Coriolopsis phocina (Berk. & Broome) Murrill, 1907
- Coriolopsis pruinata (Klotzsch) Teng, 1963
- Coriolopsis suberosifusca (Corner) T. Hatt. & Sotome, 2013
- Coriolopsis tuberculata Ryvarden, 2000
- Coriolopsis turgida (Lloyd) Teng, 1963

Selon Index Fungorum (7 février 2019) :
- Coriolopsis albobadia (Lloyd) T. Hatt. & Sotome 2013
- Coriolopsis antleroides Douanla-Meli & Ryvarden 2007
- Coriolopsis badia (Berk.) Murrill 1907
- Coriolopsis bataanensis Murrill 1908
- Coriolopsis brunneoleuca (Berk.) Ryvarden 1972
- Coriolopsis burchellii (Berk. ex Cooke) Ryvarden 1988
- Coriolopsis byrsina (Mont.) Ryvarden 1972
- Coriolopsis caperatiformis Murrill 1912
- Coriolopsis cirrhifer (Berk. & M.A. Curtis) Murrill 1908
- Coriolopsis daedaleoides (Berk.) Ryvarden 1972
- Coriolopsis ekunduensis (Henn.) A. David & Rajchenb. 1992
- Coriolopsis fumosa Murrill 1912
- Coriolopsis gallica (Fr.) Ryvarden 1973
- Coriolopsis helvola (Fr.) Ryvarden 1972
- Coriolopsis luteo-olivacea (Berk.) Teng 1963
- Coriolopsis luteola (X.Q. Zhang & J.D. Zhao) J.D. Zhao 1989
- Coriolopsis occidentalis (Klotzsch) Murrill 1905
- Coriolopsis phaea (Lév.) Teng 1963
- Coriolopsis phocina (Berk. & Broome) Murrill 1907
- Coriolopsis pruinata (Klotzsch) Teng 1963
- Coriolopsis suberosifusca (Corner) T. Hatt. & Sotome 2013
- Coriolopsis telfairii (Klotzsch) Ryvarden 1972
- Coriolopsis tuberculata Ryvarden 2000
- Coriolopsis turgida (Lloyd) Teng 1963